# Granatnik rewolwerowy

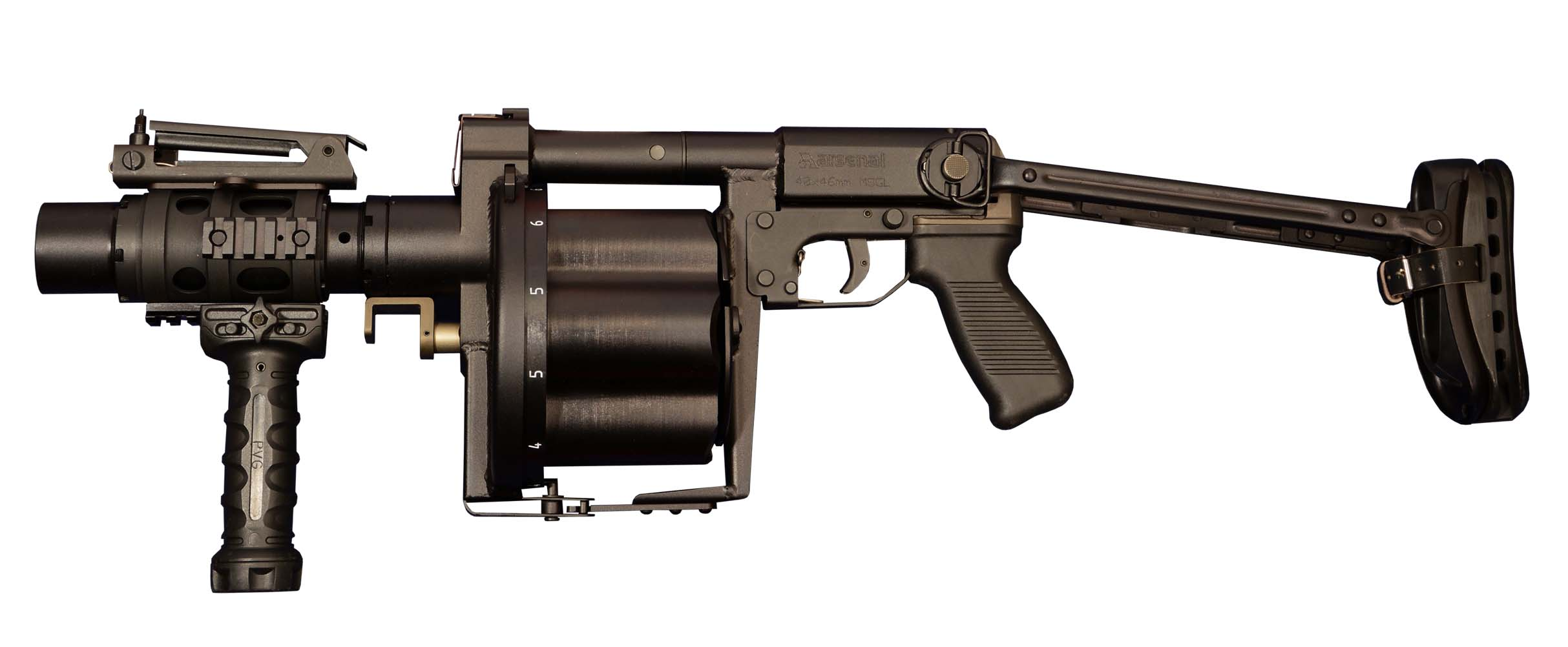
Granatnik rewolwerowy Arsenal MSGL

Granatnik rewolwerowy – ręczny półautomatyczny granatnik o kalibrze najczęściej 40 mm. Granatnik rewolwerowy zawdzięcza swoją nazwę sposobowi magazynowania i ładowania naboi. Naboje przechowywane są bowiem w bębnie rewolwerowym, bęben zwykle mieści 6 granatów i najczęściej jest ładowany po obróceniu na bok względem kolby. Nowoczesne granatniki rewolwerowe mogą wystrzeliwać ładunki do celu oddalonego nawet o 400 m.

## Przykładowe modele
- RGP-40 – polski granatnik rewolwerowy opracowany w 2010 r. dla Sił Zbrojnych RP[1].
- RG-6 – rosyjski granatnik rewolwerowy skonstruowany w 1994 r.[3]
- Milkor MGL –  południowoafrykański granatnik rewolwerowy zaprojektowany w 1980 r.[2]
- Hawk MM-1 – amerykański granatnik rewolwerowy zaprojektowany w latach 70. XX wieku[4].
- HK369 – niemiecki prototypowy granatnik zaprojektowany w 2019 r.[5][6][7]

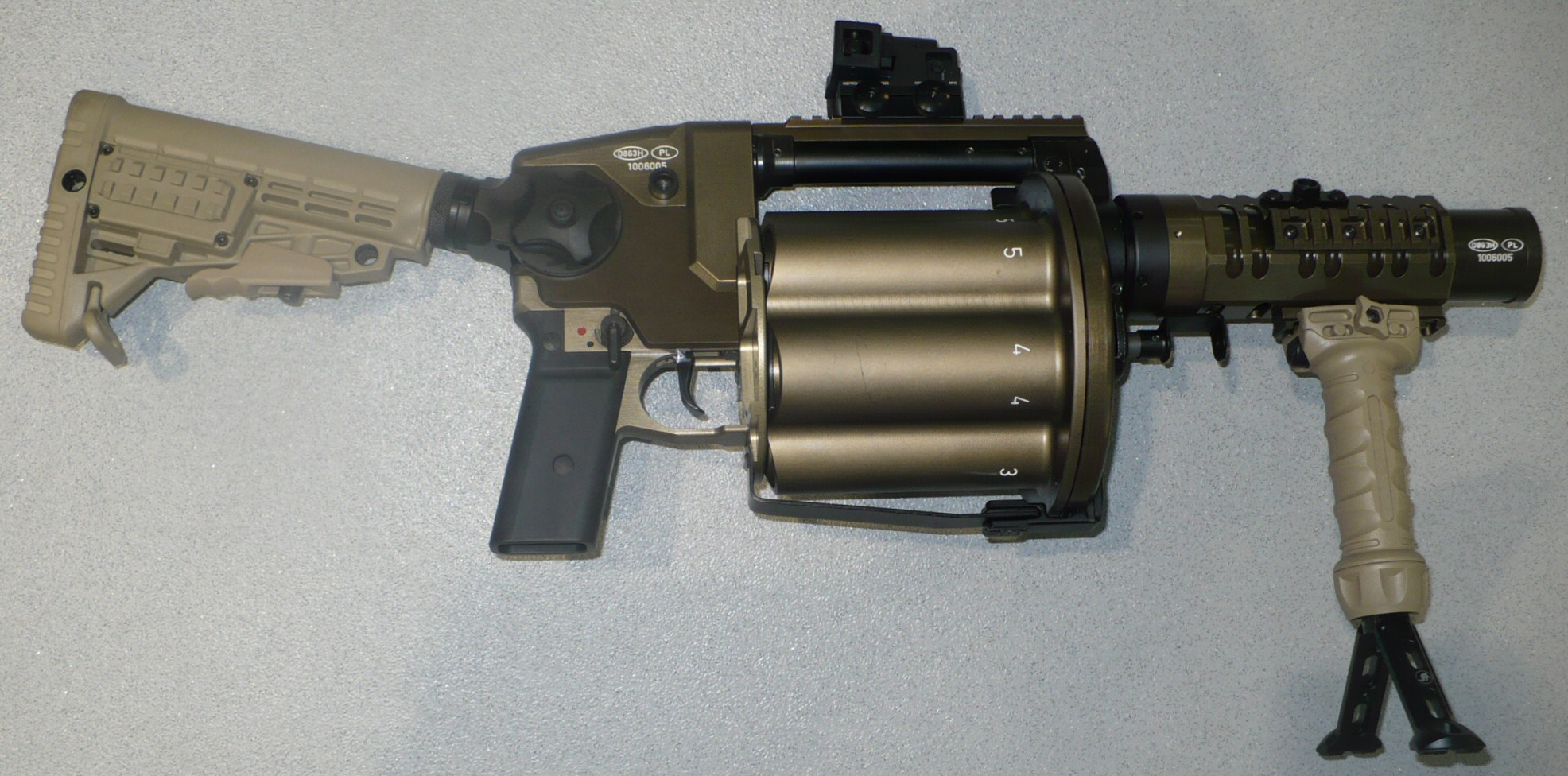
RGP-40
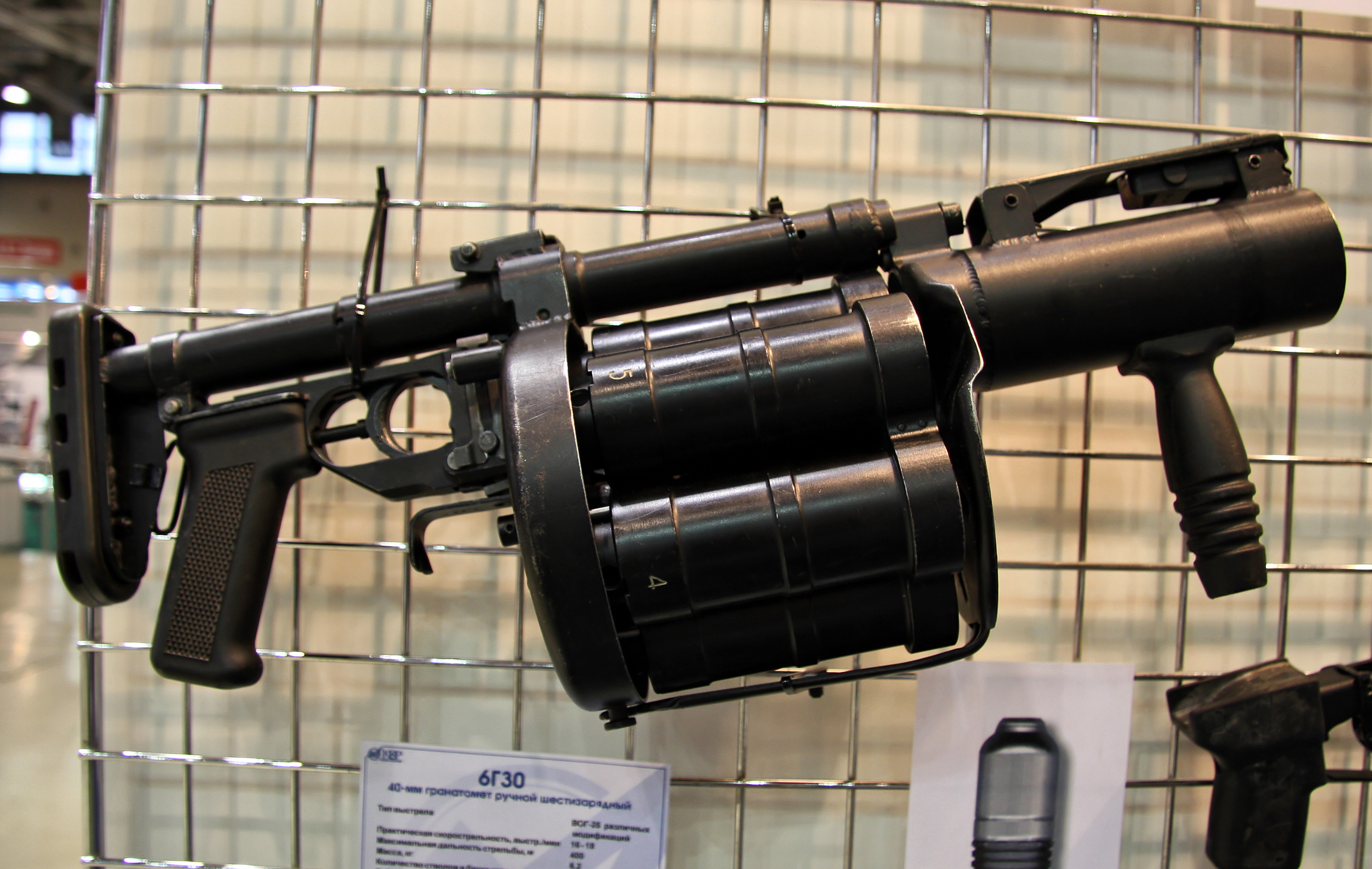
RG-6